# Šla sobaka po rojalju
Šla sobaka po rojalju (Шла собака по роялю) è un film del 1978 diretto da Vladimir Grammatikov.

## Trama
Il film racconta di una ragazza di nome Tanya, che vive in un villaggio in cui non vede nulla di romantico. All'improvviso decide di cambiare qualcosa e inizia a fare progetti prima sul pilota Komarov, poi con Miša, che vive di fronte, e sua sorella, nel frattempo, compone varie canzoncine.